# 張翮 (順治進士)
張翮（?—?），山西澤州府高平縣（今山西省汾陽縣）人，清朝政治人物。

## 生平
明崇禎十五年（1642年）壬午科山西鄉試舉人，清順治三年（1646年），登進士，授雲南道試監察御史。次年改兩淮巡鹽御史。